# Doctor thứ mười ba
Doctor thứ Mười ba là hiện thân thứ mười ba của nhân vật The Doctor, nhân vật chính trong phim truyền hình khoa học viễn tưởng Doctor Who của BBC. Diễn viên đảm nhận nhân vật này là Jodie Whittaker, người phụ nữ đầu tiên trong lịch sử của phim đảm nhiệm vai diễn The Doctor.
Sự xuất hiện lần đầu tiên của Doctor thứ mười ba do Jodie Whittaker thủ vai là trong phân cảnh cuối khi Doctor thứ mười hai tái sinh của tập Giáng sinh đặc biệt năm 2017 "Twice Upon a Time". Và Jodie Whittaker tiếp tục đóng vai này ít nhất hết mùa thứ 11 của phim.
Trước đó vào ngày 14 tháng 7 năm 2017, BBC đã thông báo rằng diễn viên đóng vai Doctor thứ mười ba sẽ tiết lộ sau trận chung kết Wimbledon Championships 2017 vào ngày 16 tháng 7 năm 2017.
Trong phim The Doctor được miêu tả là một nhà du hành xuyên không gian và thời gian và là người ngoài hành tinh đến từ Gallifrey. Là một Time Lord, The Doctor có khả năng tái sinh sau khi cơ thể bị hủy hoại nghiêm trọng tuy nhiên ngoại hình lẫn tính cách sẽ bị thay đổi nhưng kí ức của The Doctor vẫn còn. Do đó mặc dù có nhiều hiện thân nhưng vẫn chỉ có một The Doctor duy nhất. Đây là khái niệm mà các nhà làm phim nghĩ ra để duy trì loạt phim khi mà diễn viên chính rời khỏi chương trình vì lý do sức khoẻ hoặc những lý do khác mà không làm thay đổi nội dung của phim.
Đề xuất về một nữ Doctor đã được nhắc đến vào năm 1981, khi Tom Bakers (Doctor thứ tư) cho rằng người kế nhiệm vai diễn của mình là một phụ nữ. Nhà làm phim John Nathan-Turner sau đó đã thảo luận về khả năng một nữ Doctor thay thế cho Peter Davison (Doctor thứ năm) là khả thi nhưng không phải là điều anh ta đang xem xét vào lúc đó. Trong suốt mùa phim cuối cùng của Colin Baker (Doctor thứ sáu) người sáng lập ra bộ phim Sydney Newman đã viết thư cho Người điều hành BBC Michel Grade rằng trong những mùa tiếp theo Doctor cần là phụ nữ. Trong parody "Relief spoof The Curse of Fatal Death" năm 1999 Joanna Lumley xuất hiện đầy châm biếm với phiên bản Doctor thứ mười ba. Ngoài ra còn có Arabella Weir cũng đóng vai Doctor thứ mười ba trong "Doctor Who Unbound Big Finish" tập "Exile". Sau khi tái khởi động và thành công rực rỡ thì việc Doctor trở thành phụ nữ cũng đã được xem xét khi lựa chọn diễn viên thay Doctor thứ chín và Doctor thứ mười hai.
Khái niệm Time Lord có thể thay đổi giới tính đã được nhắc nhiều đến trong suốt loạt phim. Đặc biệt trong suốt thời gian Moffat làm biên kịch chính, trong tập "The Doctor's Wife", Doctor nhớ lại một Time Lord quen biết là Corsair có ít nhất hai hiện thân là nữ. Trong tập "Hell Bent" năm 2015, một sự thay đổi giới tính ngay trên màn hình từ một Time Lord nam (Ken Bones thủ vai) thành một nữ Time Lord (do T'Nia Miller đóng), thậm chí Time Lord này còn nói trong suốt hoá thân của mình chỉ một hoá thân là đàn ông. Điều đáng chú ý nhất về khả năng thay đổi giới tính của Time Lord chính là việc Master - kẻ thù lớn nhất, đồng thời là bạn của Doctor thời thơ ấu trở thành một nữ Time Lord có tên là Missy do nữ diễn viên người Scotland Mechelle Gomez thủ vai.
Do đó việc Time Lord sau khi tái sinh có thể là đàn ông hay phụ nữ đều có thể xảy ra và Doctor không phải là ngoại lệ. Và với tầm cỡ của mình việc Doctor Who có nữ Doctor đầu tiên thu hút nhiều sự quan tâm từ báo giới và đặc biệt là người hâm mộ của chương trình.
Như thường lệ, việc thay đổi diễn viên diễn vai Doctor thường gây ra tranh luận giữa người hâm mộ nhưng đây là nữ Doctor đầu tiên vì vậy nhiều người lo ngại nó sẽ gây mất hình tượng một nam Doctor quyền lực và mạnh mẽ hoặc có những bình luận cực đoan hơn khi cho rằng phim chỉ đang chạy theo xu hướng chính trị. Tuy nhiên, đa số phản ứng hay bình luận của báo giới và người hâm mộ đều tích cực, mong chờ và chúc mừng trước thông tin Jodie Whittaker sẽ là người diễn vai Doctor thứ mười ba. Còn Moffat thì bày tỏ sự ngạc nhiên trước sự đón nhận nồng nhiệt về ý tưởng về một nữ Doctor thật sự.
Khi đề cập đến liệu Doctor mới có phải là phụ nữ hay không, nhà biên kịch Chris Chibnall, người kế nhiệm Moffat nói rằng "Không có gì bị loại trừ nhưng tôi không muốn coi đó là một mánh lới quảng cáo và đó là tất cả những gì tôi có thể nói". Và sau khi được công bố, Chibnall nói, "Tôi luôn biết tôi muốn Doctor thứ mười ba trở thành một phụ nữ và chúng tôi rất vui mừng khi có được sự lựa chọn số một của chúng tôi."